# Saskatchewan Highway 911
Highway 911 je silnice v kanadské provincii Saskatchewanu, která se vine od silnice Highway 106 k obci Deschambault Lake. Je asi 31 km (19 mil) dlouhá.